# Erugosquilla woodmasoni
Erugosquilla woodmasoni là một loài tôm tít  trong họ Squillidae. Chúng được mô tả lần đầu tiên bởi Kemp, S. vào năm 1911.